# Ironbridge
Ironbridge è una delle comunità che, aggregate, formano la new town di Telford, nella contea dello Shropshire, in Inghilterra. Fa parte della parrocchia civile di The Gorge.
Si trova nella parte centrale della gola in cui scorre il fiume Severn. Il villaggio si estende ai due lati della gola, attorno al punto in cui i due lati della gola sono uniti da un ponte di ferro (in inglese iron bridge). Il ponte viene comunemente chiamato The Iron Bridge (il ponte di ferro), in quanto è stato il primo ponte del genere ad essere stato costruito. La località prende a sua volta il nome da questo.